# Gaelle Adisson
Gaelle Adisson, 15 de marzo de 1975, es una cantante, compositora y productora de música urbana, deep house y downtempo originaria de Nueva Jersey, Estados Unidos.

## Carrera
De origen haitiana, la artista establecida en Atlanta -también conocida como Gaelle, es más conocida por sus notables registros vocales en el éxito "King of My Castle", tema producido por Wamdue Project. Sin embargo Gaelle no participó del videoclip ni de la gira europea; la modelo argentina Victoria Frigerio bajo el pseudónimo Victoria Blackstone fue utilizada para hacer playback en el clip y en la gira. En 2004 Gaelle lanzó su primer álbum como solista, "Transient" a través del sello Naked Music. Su estilo es conocido por su suave estampa.

## Discografía

### Álbumes
- 2004 "Transient"  (Naked Music)

### Otros trabajos
- 1997 "King of My Castle", con Wamdue Project - Single
- 1999 "Casacades of Colour", con Ananda Project - Single
- 2007 "Give It Back" - Maxi Single